# Wasola (Misuri)
Wasola es un lugar designado por el censo ubicado en el condado de Ozark en el estado estadounidense de Misuri. En el Censo de 2010 tenía una población de 113 habitantes y una densidad poblacional de 8,23 personas por km².

## Geografía
Wasola se encuentra ubicado en las coordenadas 36°46′42″N 92°34′3″O / 36.77833, -92.56750. Según la Oficina del Censo de los Estados Unidos, Wasola tiene una superficie total de 13.73 km², de la cual 13.72 km² corresponden a tierra firme y (0.08%) 0.01 km² es agua.

## Demografía
Según el censo de 2010, había 113 personas residiendo en Wasola. La densidad de población era de 8,23 hab./km². De los 113 habitantes, Wasola estaba compuesto por el 94.69% blancos, el 0% eran afroamericanos, el 0% eran amerindios, el 0% eran asiáticos, el 0% eran isleños del Pacífico, el 0% eran de otras razas y el 5.31% pertenecían a dos o más razas. Del total de la población el 0.88% eran hispanos o latinos de cualquier raza.